# Anne Wojcicki

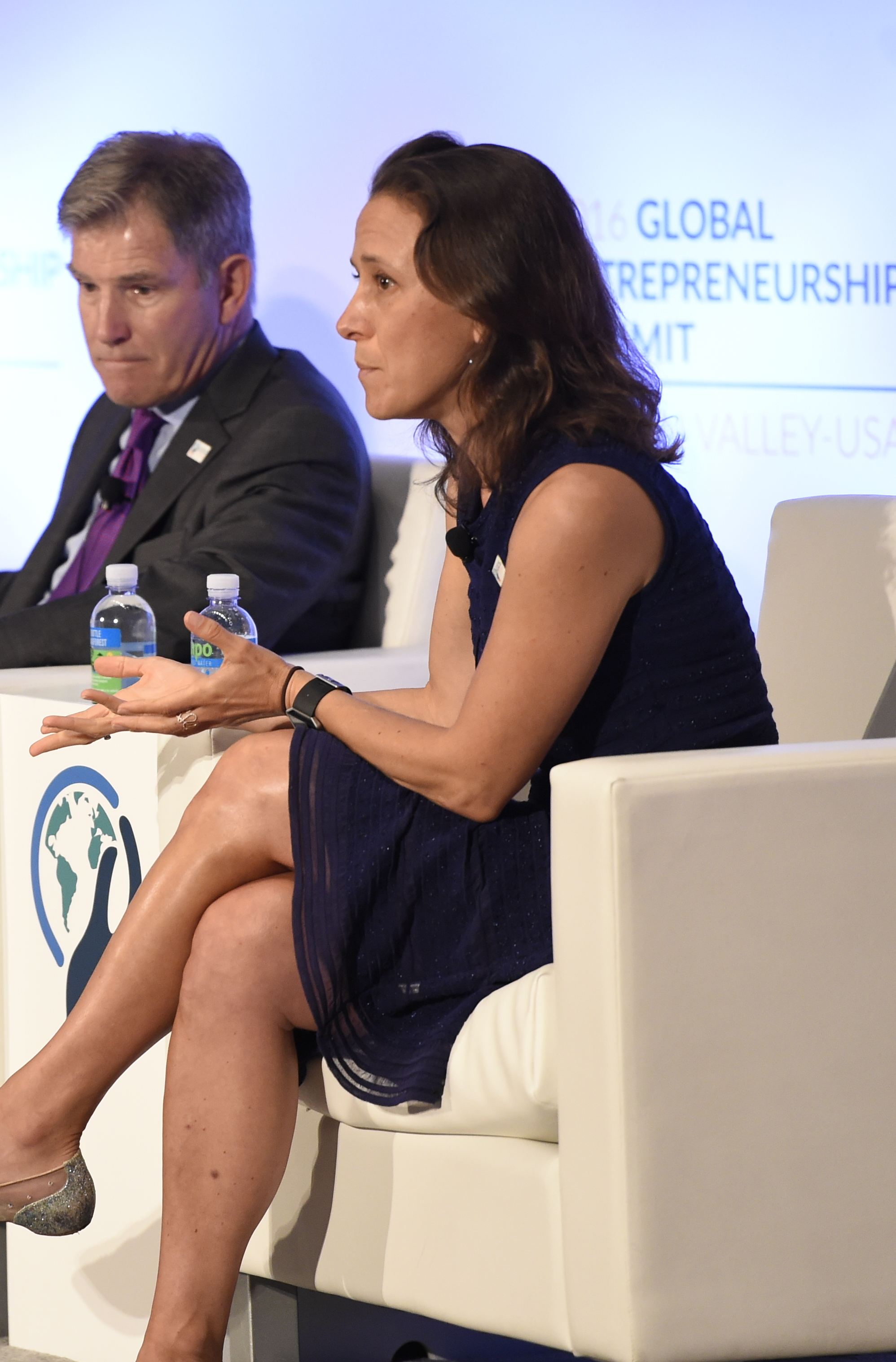
Anne Wojcicki (2016)

Anne Wojcicki (* 28. Juni 1973 in Palo Alto, Kalifornien) ist eine US-amerikanische Unternehmerin in der Biotechnologie.

## Werdegang
Sie ist die Tochter des Physikprofessors Stanley Wojcicki an der Stanford University und von Esther Wojcicki, einer Journalistin, Pädagogin und Vizepräsidentin von Creative Commons. Ihre Schwester Susan Wojcicki war CEO der Google-Tochter YouTube. Anne Wojcicki erwarb 1996 einen Bachelor-Abschluss in Biologie von der Yale University und arbeitete dann zehn Jahre als Analystin, spezialisiert auf Biotechnologiefirmen. 2006 gründete sie mit Linda Avey und anderen die Firma für Gentests 23andMe in Mountain View. Die Firma befindet sich seit 2025 in einem Insolvenzverfahren unter Chapter 11.
2008 wurde der Gentest 23andMe Invention of the Year von Time Magazine. 2013 wurde Wojcicki von Time auf Platz 40 der 40 einflussreichsten US-amerikanischen CEOs im Technologie-Bereich (Time Tech 40) eingestuft.
Sie gehört zu den Gründern des Breakthrough Prize in Life Sciences. 2007 heiratete sie den Google-Gründer Sergey Brin, mit dem sie einen Sohn und eine Tochter hat. Das Paar trennte sich 2013 und wurde im Juni 2015 geschieden.

## Sonstiges
Anlässlich des Internationalen Frauentages 2023 wurde Wojcicki – wie auch ihre Schwestern Susan und Janet – als eine von 7 weiblichen MINT-Führungskräften aus aller Welt mit einer nach ihrem Vorbild gestalteten Barbie-Puppe geehrt.